# Raztez
Raztez je naselje v Občini Krško.